# Casa Ramonet (Salàs de Pallars)
La Casa Ramonet és una obra de Salàs de Pallars (Pallars Jussà) inclosa a l'Inventari del Patrimoni Arquitectònic de Catalunya.

## Descripció

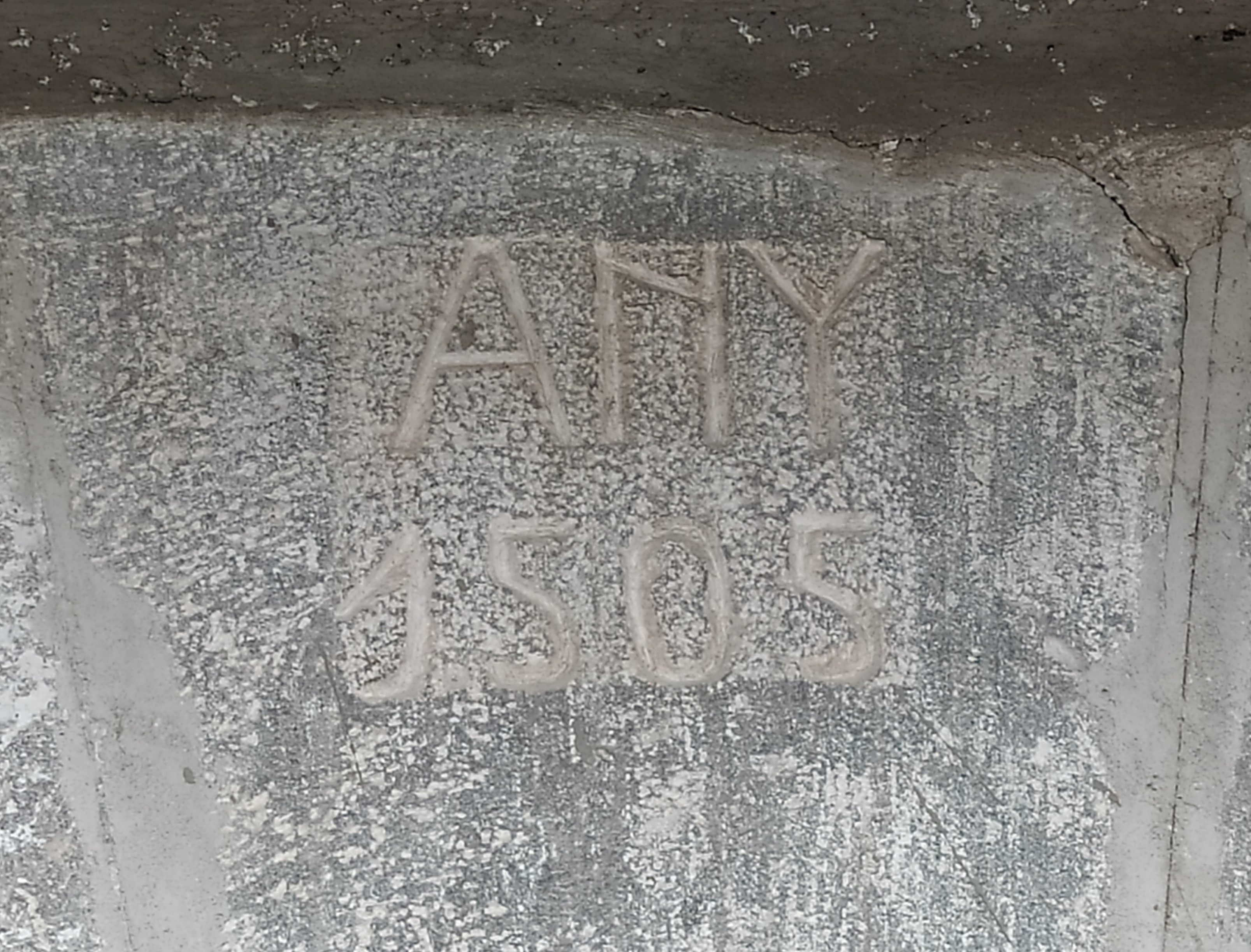
Clau de la portada de Casa Ramonet

Antiga casa pairal de tres plantes d'alçada, cellers i golfes. És un edifici entre mitgeres, ampliat posteriorment, amb façana a la vella plaça medieval, destacant l'antiga porta dovellada deformada per una nova porta rectangular. Les obertures han estat sotmeses a la renovació de la façana de carreus de pedra reblats pintada a sobre del nou arrebossat.
Forma part de l'antiga vila medieval que conserva la tipologia del segle xv.